# 3411 Дебетанкур
3411 Дебетанкур (3411 Debetencourt) — астероїд головного поясу, відкритий 2 червня 1980 року.
Тіссеранів параметр щодо Юпітера — 3,618.